# Xian de Wei (Xingtai)
Pour les articles homonymes, voir Wei.
Le xian de Wei (威县 ; pinyin : Wēi Xiàn) est un district administratif de la province du Hebei en Chine. Il est placé sous la juridiction de la ville-préfecture de Xingtai.

## Démographie
La population du district était de 524 910 habitants en 1999.